# محوطه اربوداردشت
محوطه اربوداردشت مربوط به دوران‌های تاریخی پس از اسلام است و در شهرستان املش، بخش رانکوه، اربوداردشت واقع شده و این اثر در تاریخ ۲ آبان ۱۳۸۲ با شمارهٔ ثبت ۱۰۶۸۰ به‌عنوان یکی از آثار ملی ایران به ثبت رسیده است.